# Tuna (piosenkarka)
Tuna, właściwie Altuna Sejdiu (mac. Алтуна Сејдиу, Туна, ur. 14 lipca 1985 w Skopje) - północnomacedońska piosenkarka.

## Życiorys
Altuna Sejdiu rozpoczęła karierę muzyzną w wieku 15 lat.
Brała udział w festiwalach muzycznych, jak Nota Fest, Noise Show, VFM i Kënga Magjike.
Była kandydatką do reprezentowania Macedonii na Konkursie Eurowizji w 2008 roku.

## Dyskografia[1]

### Albumy
| Rok  | Album             |
| ---- | ----------------- |
| 2003 | Tuna              |
| 2005 | S'ka me diktature |
| 2019 | Fortuna           |

### Teledyski
| Rok  | Teledysk        |
| ---- | --------------- |
| 2009 | E boj nxehte    |
| 2009 | Challegne       |
| 2010 | Vibe            |
| 2010 | Pse jo          |
| 2010 | U bo von        |
| 2011 | Dyshemeja       |
| 2012 | I asaj          |
| 2013 | Fenix           |
| 2014 | MMV             |
| 2014 | Pardon          |
| 2015 | Nobody there    |
| 2015 | Holla           |
| 2015 | Knocks me out   |
| 2016 | Dy tima         |
| 2016 | Zemra jem       |
| 2016 | Duam            |
| 2018 | Chonga          |
| 2018 | Maria           |
| 2019 | A don hala?     |
| 2019 | Nuk ma do zemra |
| 2019 | Amoni           |

## Życie prywatne
Jest córką jugosłowiańskiego olimpijczyka Shabana Sejdiu.
4 kwietnia 2010 roku Altuna Sejdiu poślubiła Rilinda Rekę, z którym się rozwiodła po kilku miesiącach. Aktualnie jej mężem jest Patris Berisha, z którym ma syna Tiana (ur. w maju 2017).